# Dark Christmas
Dark Christmas ist das neunte Studioalbum und zugleich das dritte Weihnachtsalbum der finnischen Sängerin Tarja Turunen. Es wurde am 10. November 2023 veröffentlicht, nachdem bereits kurz vorher die beiden Singles Frosty the Snowman und Jingle Bells erschienen waren.

## Entstehung
Ihr erstes Weihnachtsalbum mit dem Titel Henkäys Ikuisuudesta nahm Turunen 2006 nach dem Tod ihrer Mutter auf, weil sie versuchen wollte, wieder Freude am Weihnachtsfest zu finden. Außerdem wolle sie den Menschen, die sich in der Weihnachtszeit allein fühlen, Hoffnung schenken. Allerdings wird erst das 2015 veröffentlichte Album Ave Maria en plein air als ihr erstes Weihnachtsalbum bezeichnet. Nachdem das zweite Weihnachtsalbum From Spirits and Ghosts den Fokus auf weniger bekannte Weihnachtslieder gelegt hatte, wollte die Künstlerin sich mit der nächsten Veröffentlichung wieder mehr auf bekanntere Stücke fokussieren, ihnen eine melancholische Stimmung verleihen und sie somit an ihre Stimme, ihre finnische Herkunft und ihre musikalische Laufbahn anpassen.

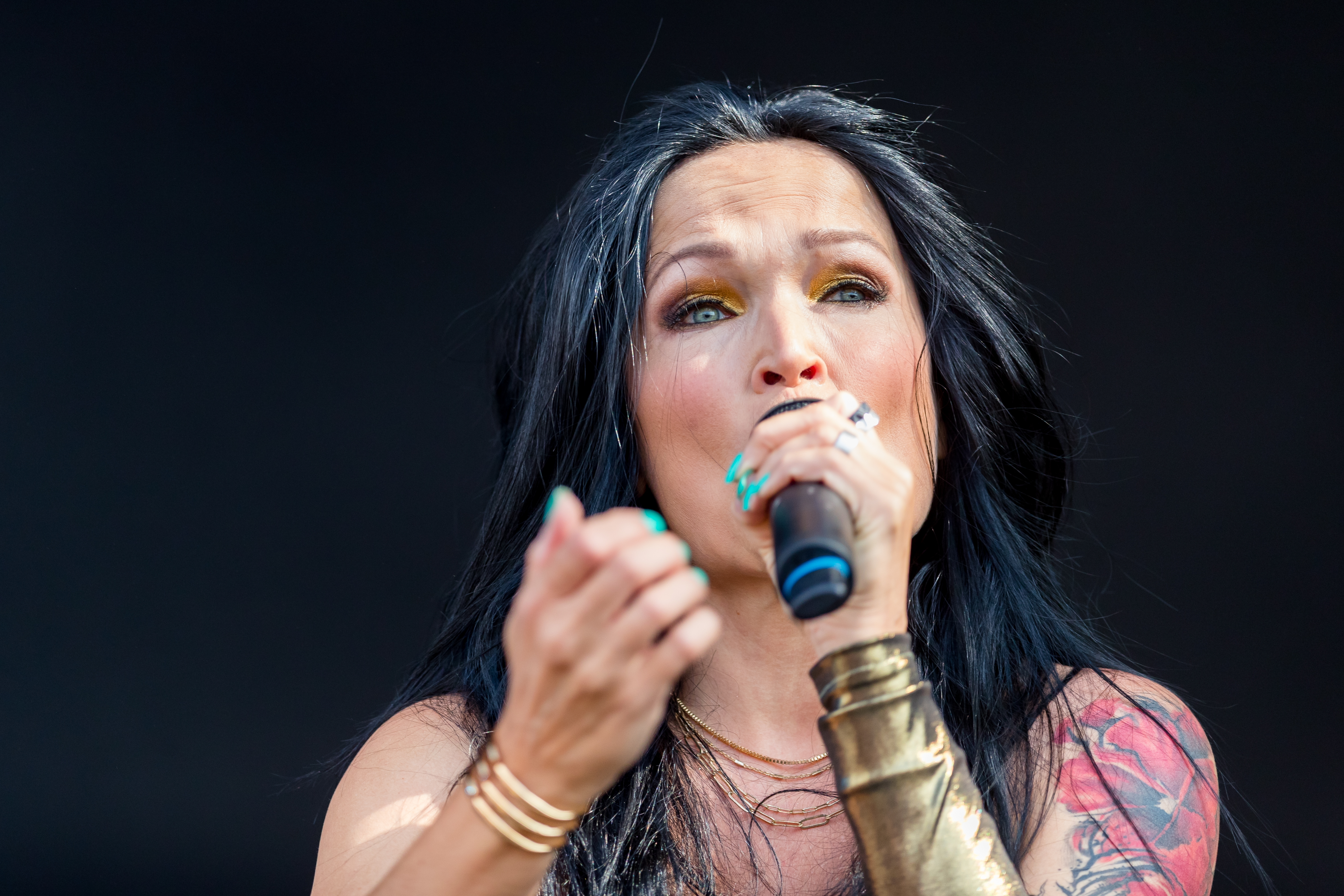
Tarja Turunen (2022 beim Wacken Open Air)

Die Aufnahmen zum Album Dark Christmas fanden im Februar 2023 statt, aufgenommen wurde dabei zum einen im Mimix Studio in Espoo, Finnland, zum anderen im Green Cross Studio in Málaga und im Stardust III in Marbella, beiden in Spanien. Tarja sang einige Lieder gemeinsam mit dem Kinderchor der British International School Of Marbella ein, zu dem auch ihre Tochter Naomi gehört. Diese wirkte zudem am Schlagzeug mit, weitere Musiker waren Julian Barrett an der Gitarre, Ida Elina an der Kantele und Mervi Myllyoja an der Violine. Arrangiert und produziert wurde das Album von Tarja zusammen mit James Dooley und Tim Palmer.

## Inhalt und Titelliste
Das Album beinhaltet elf Interpretationen bekannter Weihnachtslieder, einzig Dark Christmas ist eine Eigenkomposition von Tarja Turunen. Die Single zu Frosty the Snowman wurde bereits am 31. Oktober und die Single Jingle Bells am 3. November 2023 jeweils mit eigenem Video veröffentlicht. Die von Tarja teilweise umgeschriebenen Lieder sollten den berühmten Klassikern eine düstere Gothic-Wendung geben. 
Insgesamt beinhaltet das Album zwölf Stücke und hat eine Gesamtlänge von 51 Minuten und 56 Sekunden:
| #   | Titel                           | Autor(en)                               | Länge |
| --- | ------------------------------- | --------------------------------------- | ----- |
| 1.  | The First Noel                  | traditionell                            | 3:18  |
| 2.  | Frosty the Snowman              | Walter E. "Jack" Rollins, Steve Nelson  | 3:07  |
| 3.  | O Holy Night                    | Adolphe Adam                            | 4:29  |
| 4.  | Dark Christmas                  | Tarja Turunen                           | 4:35  |
| 5.  | Jingle Bell Rock                | Joseph Carleton Beal, James Ross Boothe | 3:52  |
| 6.  | White Christmas                 | Irving Berlin                           | 3:43  |
| 7.  | All I Want for Christmas Is You | Mariah Carey, Walter Afanasieff         | 5:18  |
| 8.  | Wonderful Christmastime         | Paul McCartney                          | 5:31  |
| 9.  | Last Christmas                  | George Michael                          | 4:30  |
| 10. | Jingle Bells                    | James Lord Pierpont                     | 4:33  |
| 11. | Rudolph the Red-Nosed Reindeer  | Johnny Marks                            | 4:19  |
| 12. | Angels We Have Heard On High    | traditionell                            | 4:41  |

## Rezeption

### Kritiken
Die Kritiken fielen überwiegend wohlwollend aus. Das Rock Hard bescheinigt dem Album, dass die gebotenen Songs insgesamt funktionieren würden, was jedoch trotz origineller Arrangements bei Weihnachtsklassikern wie All I Want for Christmas Is You oder Last Christmas nicht zutreffe. Der Metal Hammer vergleicht das Album mit einer „Tannenbaum-Operette von Tim Burton“ oder dem Soundtrack eines Harry-Potter-Films, man müsse Musicals mögen, um das Album in Gänze genießen zu können. Der Rezensent hebt aber auch die interessanten Arrangements hervor und verweist auf Turunen als „fantastische Sängerin“. Für das Onlinemagazin laut.de orientieren sich die Interpretationen von Turunen melodisch nahe an den Originalen, allerdings täuschten die guten Ideen nicht über die Gleichförmigkeit des Albums hinweg.

### Chartplatzierungen
| ChartsChartplatzierungen | Höchstplatzierung | Wochen |
| ------------------------ | ----------------- | ------ |
| Deutschland (GfK)        | 39 (1 Wo.)        | 1      |
| Österreich (Ö3)          | 59 (1 Wo.)        | 1      |

## Belege
1. 1 2 3  Alexandra Michels: TARJA: Schaurige Weihnacht, überall! In: Rock Hard #438. Dezember 2023.
2. 1 2  Matthias Mineur: Tarja: Oh, du Fröhliche! In: Metal Hammer. 3. Dezember 2023, abgerufen am 21. Dezember 2023.
3. 1 2 3 4  
Tarja – Dark Christmas bei Discogs; abgerufen am 23. Dezember 2023.
4. ↑  Jan Jaedike: TARJA: Dark Christmas. In: Rock Hard #438. Dezember 2023, abgerufen am 21. Dezember 2023.
5. ↑  Matthias Weckmann: Kritik zu TARJA DARK CHRISTMAS. In: Metal Hammer. 10. November 2023, abgerufen am 21. Dezember 2023.
6. ↑  Toni Hennig: "Dark Christmas" von Tarja. In: laut.de. November 2023, abgerufen am 21. Dezember 2023.
7. ↑  Chartquellen: DE AT, abgerufen am 21. Dezember 2023